# 泰米爾語維基百科
泰米爾語維基百科為維基百科協作計劃之泰米爾語版本，由非營利組織──維基媒體基金會維持負責。目前為各語言維基百科計劃中規模排名第61（依條目量計算）的維基百科。計劃至2011年8月条目数已超過35,000。

## 文化意义
泰米尔语维基百科不像西方语种那样受学术界指责，相反被认为是网上泰米尔语的重要文献。 与大语种版本不同，泰米尔语版所受的破坏较少，很大程度上是因为它的较慢的增长。它的编辑者主要来自海外泰米尔人，因为泰米尔纳德邦和斯里兰卡网络发展程度较低。
2010年4月，泰米尔因特网协会发起一场竞赛鼓励泰米尔纳德邦的大学生增加泰米尔语维基百科的内容。 这次竞赛有2000人参与，并增加了1200条经过学术评审的新条目。